# زیرواحد Gq آلفا
زیرواحد Gq آلفا (انگلیسی: Gq alpha subunit) یک زیرواحد پروتئینی است که به خانوادهٔ جی‌پروتئین هتروتریمریک Gs تعلق دارد. این خانواده با نام‌های خانوادهٔ Gq/11 (Gq/G11) یا خانوادهٔ Gq/11/14/15 هم شناخته می‌شود. به زیرواحدهای آن نیز گاهی Gq alpha, Gαq یا Gqα می‌گویند. پروتئین‌های Gq با گیرنده‌های جفت‌شونده با پروتئین جی جفت می‌شوند و آنزیم‌های «فسفولیپاز سی بتا» (PLC-β) را فعال می‌کنند. این آنزیم فسفاتیدیل‌اینوزیتول (۴٬۵) بیس‌فسفات را می‌شکند و به دو مولکول دی‌اسیل گلیسرول (DAG) و اینوزیتول تری‌فسفات (IP3) مبدل می‌کند. اینوزیتول تری‌فسفات یک پیغام‌بر ثانویه است و موجب رهاسازی کلسیم ذخیره‌شده در سلول می‌شود. دی‌اسیل گلیسرول نیز یک پیام‌بر ثانویه است که موجب فعال شدنِ پروتئین کیناز سی می‌شود.
وظیفهٔ کلی پروتئین‌های Gq فعال کردنِ مسیرهای ترارسانی پیام در پاسخ به تحریکِ گیرنده‌های جفت‌شونده با پروتئین جی (GPCRs) است. گیرنده‌های جفت‌شونده با پروتئین جی یک سامانهٔ سه‌تایی مشتکل بر «گیرنده-انتقال‌دهنده-عمل‌گر» هستند.

## اعضا خانواده
در انسان چهار پروتئین متمایز در خانوادهٔ Gq آلفا وجود دارد::
- Gqα توسط ژن GNAQ کُدگذاری می‌شود.
- G11α توسط ژن GNA11 کُدگذاری می‌شود.
- G14α توسط ژن GNA14 کُدگذاری می‌شود.
- G15α توسط ژن GNA15 کُدگذاری می‌شود.